# Paradiarsia rosea
Paradiarsia rosea là một loài bướm đêm trong họ Noctuidae.